# Мясной, Иван Никитич

Иван Мясной в центре композиции памятника основателям Старого Оскола (2009)

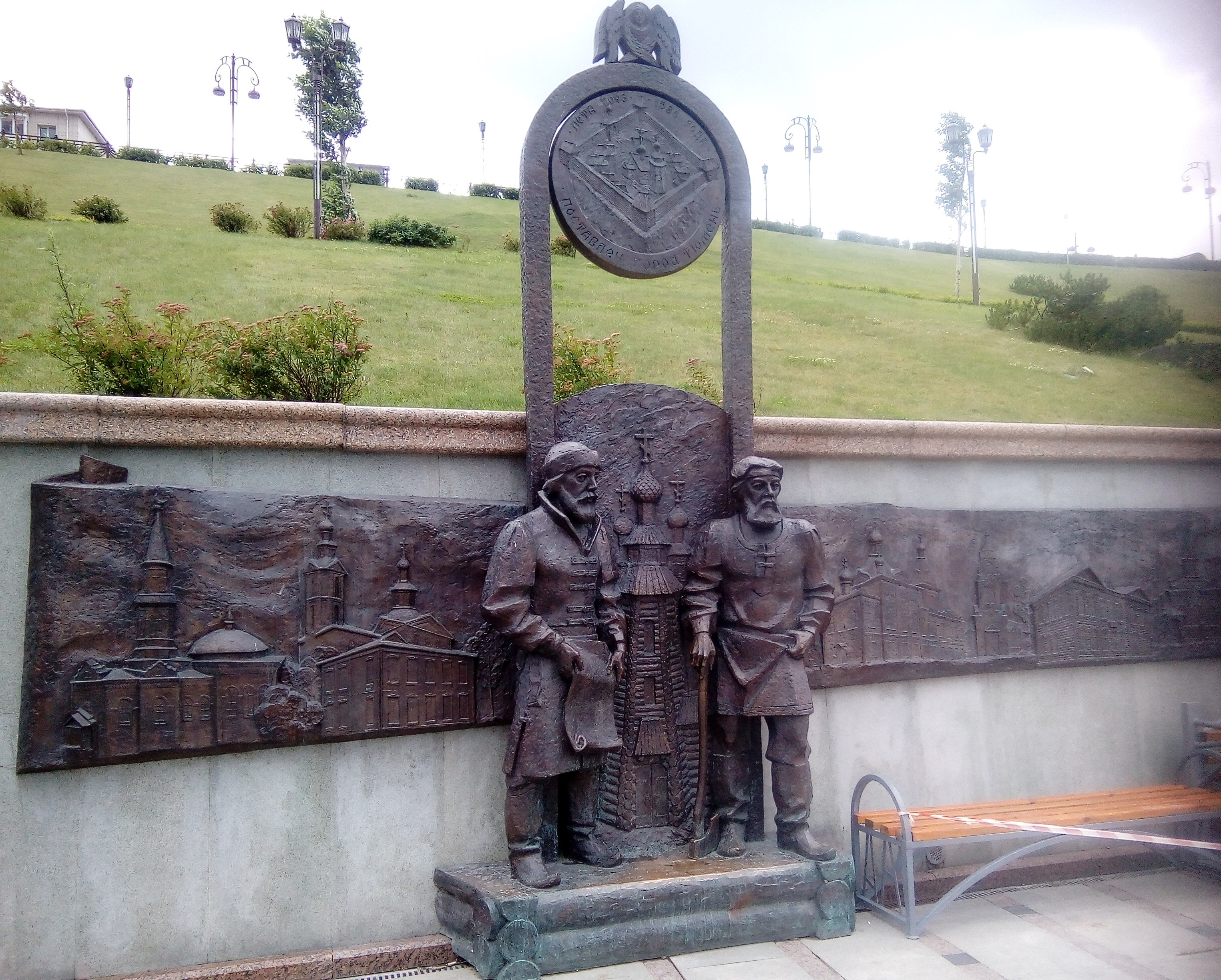
Фигуры, посвящённые основателям Тюмени, на городской набережной

Иван Никитич Мясной (ок. 1540 — ок. 1600) — русский воевода и письменный голова из тульского дворянского рода Мясных. Прославился как один из основателей Тюмени и Старого Оскола, руководил возрождением Ельца.

## Биография
Первое упоминание об Иване Никитиче Мясном датируется концом 1562 года, когда он принял участие в Полоцком походе Ивана Грозного. В 1583 году — голова в Шацке, в 1584 году — городской голова в Орле. Сведения о его посольской миссии в Крым и участии в возведении Воронежской крепости, вероятно неверны и относятся к И. Г. Судакову-Мясному.
В 1586 году вместе с Василием Сукиным послан правительством царя Фёдора Ивановича во главе большого отряда за Урал, где начал строительство Тюмени, первого русского города в Сибири. Под руководством обоих воевод у впадения Тюменки в Туру была возведена Тюменская крепость, ставшая важным опорным пунктом освоения Западной Сибири.
В конце 1580-х выборный дворянин на Туле с окладом 500 четвертей, находился у пристава и посылался за детьми боярскими в Зубцовский уезд накануне войны со шведами.
В 1592 году Иван Мясной послан в Елец, который в течение XVI века в результате многочисленных набегов крымских татар пришёл в полное запустение. Иван Мясной, под руководством воеводы князя Андрея Звенигородского, в должности елецкого головы начал строительство новой Елецкой крепости.
В 1593 году по указу царя Фёдора Ивановича послан вместе с воеводой Иваном Сонцовым-Засекиным и подьячим Михаилом Нечаевым ставить новую крепость на «Голдаивом городище» у впадения Оскольца в Оскол. Это событие ознаменовало основание города Старый Оскол.

## Память
В Тюмени Иван Мясной запечатлён в композиции на городской набережной, посвящённой основателям города. В Старом Осколе в 2009 году ему и другим двум основателям города открыт памятник авторства Анатолия Шишкова.